# Hippomorpha
Hippomorpha (Forma de cavalo) é uma subodem de perissodátilos com apenas um casco
- Família Equidae
- Família Palaeotheriidae